# Aeropuerto La Managua
Aeropuerto La Managua är en flygplats i Costa Rica.   Den ligger i provinsen Puntarenas, i den centrala delen av landet, 50 km söder om huvudstaden San José. Aeropuerto La Managua ligger 23 meter över havet.
Terrängen runt Aeropuerto La Managua är platt åt sydväst, men åt nordost är den kuperad.  Närmaste större samhälle är Quepos, 4,4 km sydväst om Aeropuerto La Managua. I omgivningarna runt Aeropuerto La Managua växer i huvudsak städsegrön lövskog.